# Джидда (трасса)
Городская трасса Джидда (араб. حلبة شارع جدة‎, англ. Jeddah Street Circuit) или трасса Джидда Корниш (араб. حلبة كورنيش جدة‎, англ. Jeddah Corniche Circuit) — городская трасса Формулы-1, построенная в расположенном на берегу Красного моря портовом городе Джидда (Саудовская Аравия).
Трасса приняла первый Гран-при Саудовской Аравии в 2021 году.
Городская трасса Джидда построена на примыкающей к Красному морю набережной Джидды Корниш по проекту, разработанному Карстеном Тильке, сыном Германа Тильке.
Особенностями Джидды считают её большую протяжённость, «опаснейшие слепые, облицованные бетоном, повороты», возможность для болидов идти на максимальной скорости на прямых участках трассы.

## Победители Гран-при Саудовской Аравии
| Год  | # | Пилот           | Команда             | Отчёт |
| ---- | - | --------------- | ------------------- | ----- |
| 2021 | 1 | Льюис Хэмилтон  | Mercedes            | Отчёт |
| 2022 | 2 | Макс Ферстаппен | Red Bull            | Отчёт |
| 2023 | 3 | Серхио Перес    | Red Bull-Honda RBPT | Отчёт |
| 2024 | 4 | Макс Ферстаппен | Red Bull-Honda RBPT | Отчёт |
| 2025 | 5 | Оскар Пиастри   | McLaren             | Отчёт |